# 泰薩利

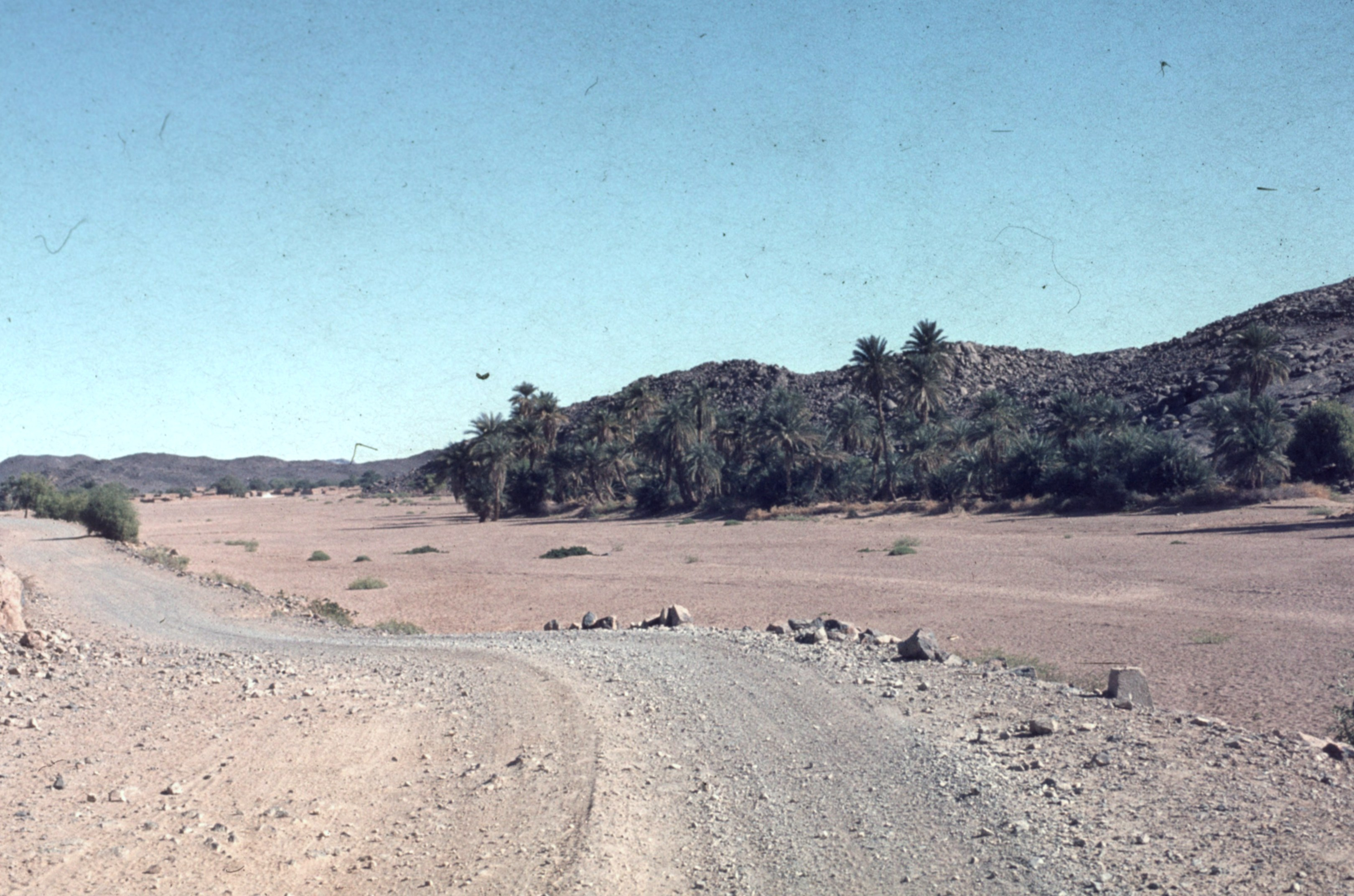
泰薩利特一帶的景色

泰薩利特（法語：Tessalit）是馬里的城鎮，位於該國東北部，由基達爾區負責管轄，是泰薩利特省的首府，處於阿蓋洛克以北85公里，面積30,000平方公里，2009年人口5,739，人口密度每平方公里0.19人。

## 友好城市
- 法國 圣让德莫里耶讷